# Otaka Hisatada

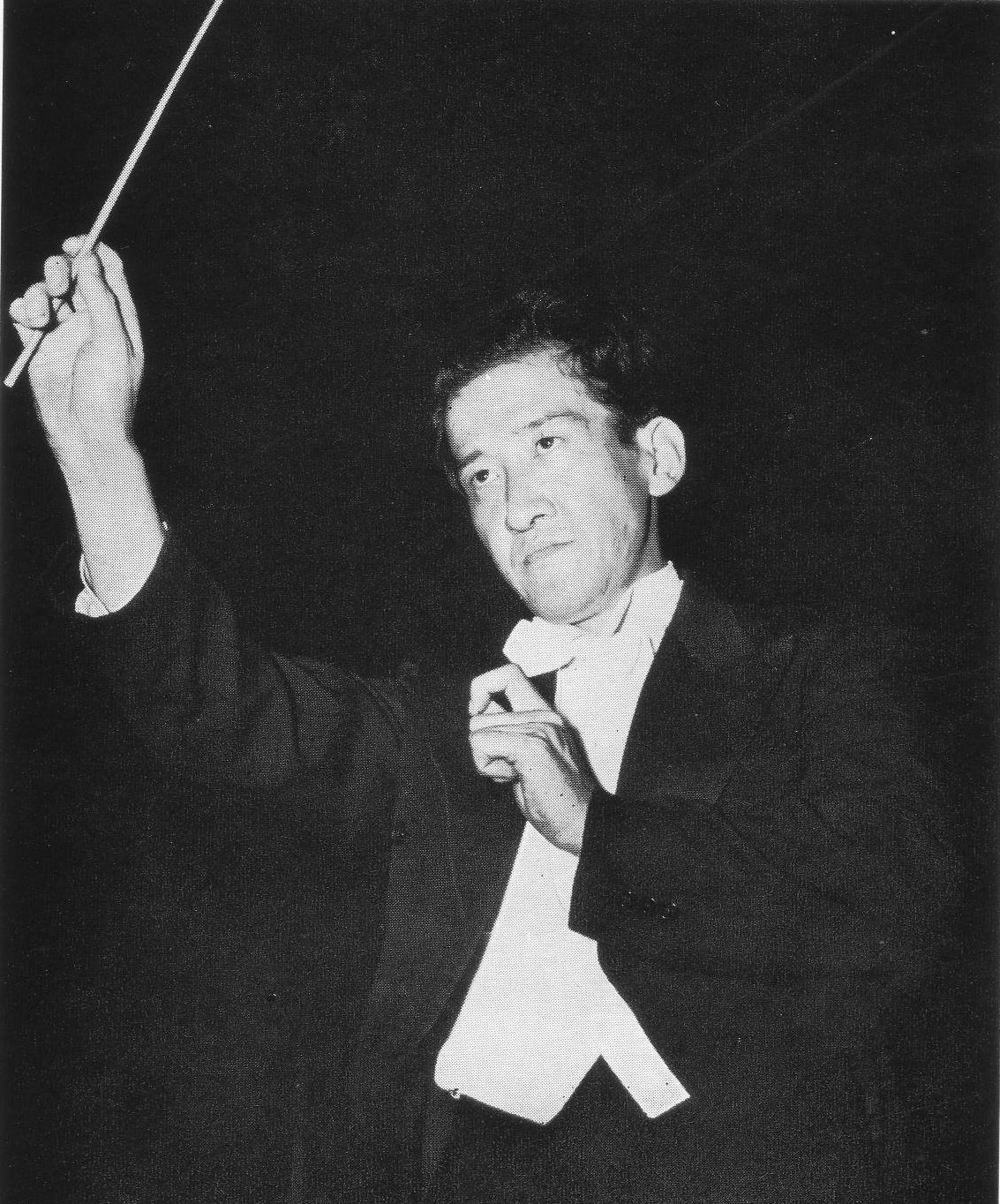
Hisatada Otaka 1942

Otaka Hisatada (jap. 尾高尚忠 Otaka Hisatada, Schreibweise zuweilen auch Odaka Hisatada; * 26. September 1911 in Tokio, Japan; † 16. Februar 1951 ebenda) war ein japanischer Komponist und Dirigent.

## Leben
Otaka wuchs in Tokio auf. Seine erste musikalische Ausbildung erhielt er bereits in jungen Jahren in Wien. Am Konservatorium Tokio nahm er von 1932 bis 1934 Kompositionsunterricht bei Klaus Pringsheim senior. Danach ging er erneut nach Wien und studierte bis 1938 an der Akademie für Musik und darstellende Kunst Komposition bei Joseph Marx und Dirigieren bei Felix Weingartner, zusätzlich nahm er Privatunterricht bei Franz Joseph Moser (1880–1939). 1936/37 gewann er für sein Orchesterstück Japanische Suite Nr. 1 (Nihon kumikyoku) den Weingartner-Preis, den dieser nach einer Japantournee ausgelobt hatte. Nach dem Studienabschluss 1938 war Otaka als Dirigent tätig und konnte – vor dem Hintergrund der Annäherung zwischen dem NS-Regime und Japan im Zuge des Antikominternpakts 1936 und des Dreimächtepakts 1940 – auch führende Orchester wie die Wiener Philharmoniker, die Wiener Symphoniker im Musikverein und die Berliner Philharmoniker dirigieren.
1940 kehrte er nach Tokio zurück. Von 1942 bis zu seinem Tod war er Chefdirigent des NHK-Sinfonieorchesters, zeitweise parallel mit dem aus Deutschland emigrierten Kollegen Joseph Rosenstock Otaka dirigierte auch im September 1945 das erste Konzert, das sein Orchester nach den Atombombenabwürfen auf Hiroshima und Nagasaki und nach dem Ende des Pazifikkriegs gab. Seine 1948 entstandene Sinfonie erschien 1949 im Druck mit dem Untertitel Praying for World Peace. Zu seinen Schülern zählte u. a. Hikaru Hayashi. Otaka verstarb im Alter von nur 39 Jahren im Februar 1951. Zu Gedenken an ihn rief das NHK-Sinfonieorchester den Otaka-Preis für zeitgenössische Werke japanischer Kompositionen ins Leben, der 1952 erstmals vergeben wurde.

## Schaffen
Otaka hinterließ als Komponist vor allem Werke für Orchester, darunter eine Sinfonie (1948), eine Sinfonietta für Streicher (1937), 2 Japanische Suiten (1936, 1939), weitere sinfonische Kompositionen wie Midare (1938) und Vaterland (1939), ein Cellokonzert (1943), eine Rhapsodie für Klavier und Orchester (1943) und ein Flötenkonzert (1951). Darüber hinaus schrieb er Kammermusik, u. a. eine Violinsonate (1932), 2 Streichquartette (1938, 1943) und ein Klaviertrio (1941). Zudem komponierte er zahlreiche Klavierwerke und Lieder.
Stilistisch wird er der Tradition der deutschen Spätromantik zugeordnet, wobei auch nationale Einflüsse der japanischen Musik mit einfließen. Sein Ziel war es, in der europäischen Musik „neue Ausdrucksmittel für den japanischen Geist“ zu finden.
Otakas Musiksprache blieb der Tonalität verpflichtet und hielt somit Distanz zur damals tonangebenden musikalischen Moderne. In den Japanischen Suiten, vor allem aber im Flötenkonzert (1951) finden sich Einflüsse französischer Komponisten wie Cécile Chaminade und Jean Françaix, Anklänge an den Impressionismus, aber auch jazzige Elemente. Der zweite Satz der Sinfonie lässt in seiner erweiterten Chromatik Einflüsse Richard Wagners erkennen. Prominente Interpreten wie Jean-Pierre Rampal, Adam Walker und Emmanuel Pahud setzten sich mit Aufführungen und Einspielungen für das Flötenkonzert ein. Japanische Dirigenten wie Yūzō Toyama und Klangkörper wie das NHK-Sinfonieorchester, das Yomiuri-Nippon-Sinfonieorchester, das Philharmonieorchester Japan und das Philharmonie-Orchester Osaka legten einzelne Werke Otakas als Plattenaufnahmen vor.
Als Dirigent stellte Otaka in Europa zuweilen auch eigene Werke und aktuelle japanische Kompositionen vor. In seiner Zeit als Chef des NHK-Sinfonieorchesters dirigierte er weiterhin eine Bandbreite von der Wiener Klassik bis hin zu Paul Hindemith. Er beschäftigte sich auch mit dem französischen Repertoire und spielte Werke u. a. von Camille Saint-Saëns und Jacques Ibert auf Tonträger ein.

## Sonstiges
Zwei Söhne aus der Ehe mit der Pianistin Misaoko Otaka wurden ebenfalls Musiker. Atsutada Otaka (* 1944) ist als Komponist und Dirigent tätig. Tadaaki Otaka (* 1947) arbeitet als Dirigent in Japan, Großbritannien und Australien, derzeit leitet er als Musikdirektor das Philharmonie-Orchester Osaka.